# Zakoniczyn
Zakoniczyn (kaszb. Sãkòcëno, niem. Zankenzin) – położone na dużym obszarze osiedle w Gdańsku, na terenie dzielnicy Ujeścisko-Łostowice.

## Położenie administracyjne
Zakoniczyn jest podjednostką jednostki morfogenetycznej Ujeścisko, w okręgu historycznym Wyżyny. Dawna wieś mająca dzisiaj status osiedla, to pod względem obszarowym jedna z największych podjednostek administracyjnych Gdańska. Od południa ciągnie się wzdłuż ul. Świętokrzyskiej (od ul. Wieżyckiej po Kowale). Północne granice osiedla zamykają dzisiejsze ulice Warszawska i Jabłoniowa. Od zachodu ul. Konrada Guderskiego, a od wschodu ul. Człuchowska i ul. Częstochowska. Zakoniczyn w granice Gdańska został przyłączony w 1973, m.in. razem z pobliskimi wsiami: Jasień, Łostowice, Maćkowy, Szadółki, Ujeścisko i Zabornia. 

### Sąsiednie podjednostki
- od północy: Szadółki, Ujeścisko
- od wschodu: Ujeścisko
- od zachodu: Rębowo, Kowale
- od południa: Łostowice

## Historia

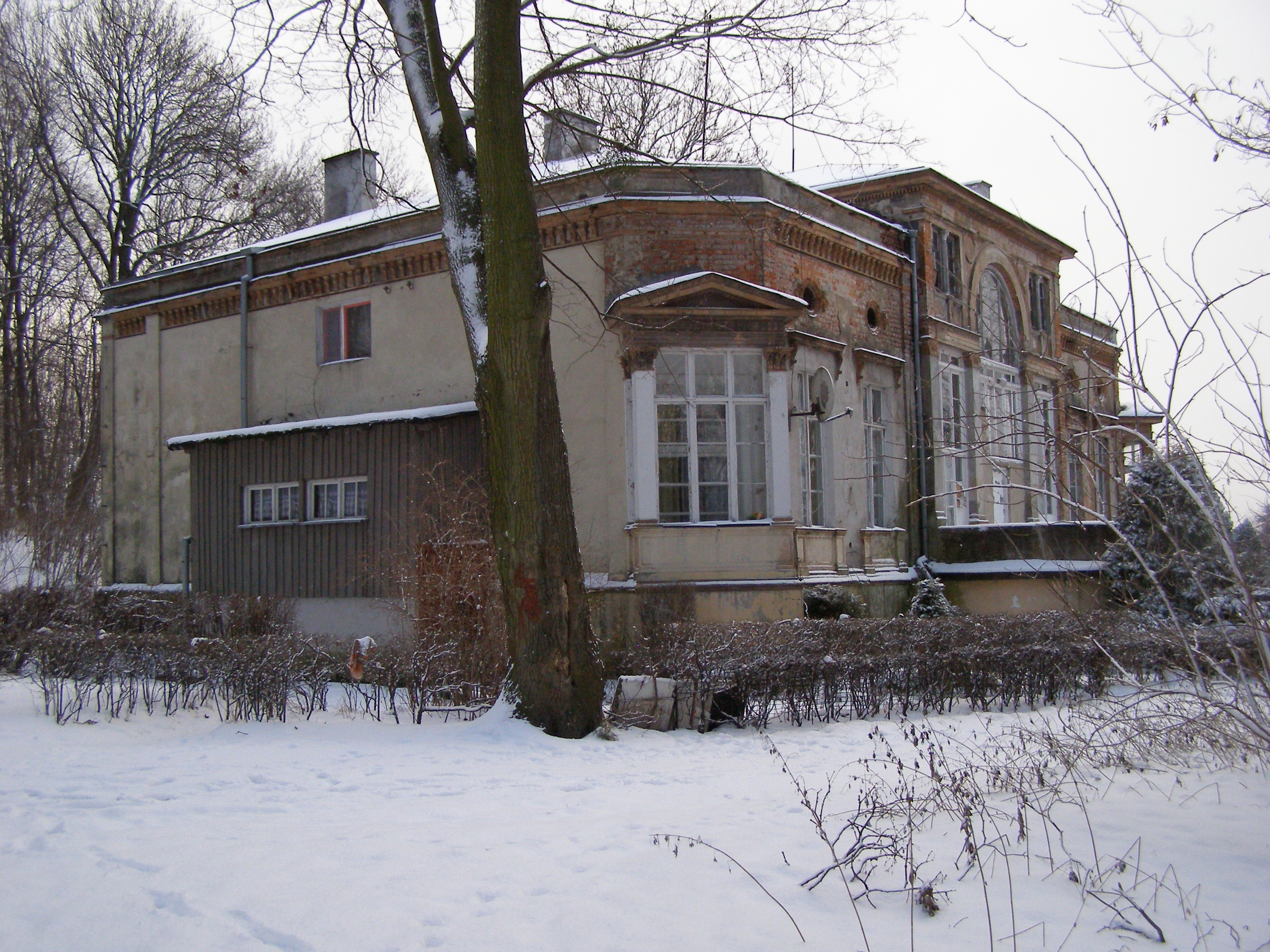
Dwór przy ul. Wieżyckiej

Wieś została odnotowana w 1334 r. jako Zankoczyn (lokacja przez komtura gdańskiego Jordan von Veken), następnie Zamkoczin (1402), Czackenczin (1438), później Zankenczyn lub Zankenschin. W 1874 r. nazwa została zmieniona na Zankenzin, a w 1942 na Zangen. Współcześni językoznawcy rekonstruują ją jako Sękocin (od imienia Sękota). W 1399 r. Krzyżacy nadali wieś szpitalowi św. Elżbiety, od którego dzierżawili ją mieszkańcy Gdańska. 
Zakoniczyn był zawsze niewielkim majątkiem na końcu prowadzącej do niego z Łostowic ulicy Wieżyckiej. na początku XIX wieku wieś liczyła 57 mieszkańców (1819). Pod koniec wieku, liczba mieszkańców wzrosła do 141 (1886). 
W I połowie XIX wieku na fundamentach poprzedniego dworku powstał nowy, istniejący do dziś przy ul. Wieżyckiej. Do II wojny należał on do rodziny Wendtów - właścicieli pobliskich ziem, zamordowanych przez żołnierzy Armii Czerwonej i pochowanych w parku otaczającym dom (zachowane groby).
W 1905 majątek zamieszkiwały 143 osoby (w tym 91 Niemców oraz 52 Polaków). Przed II wojną światową Zakoniczyn był majątkiem ziemskim (ostatnim właścicielem był Artur von Wendt). Po wojnie Zakoniczyn stał się PGR-em. Po 1990 niszczejący dwór i majątek przeszedł na własność Gminy Miasta Gdańsk. W 2004 roku (zgodnie z umową notarialną: Rep. A nr 3452/2004 z dnia 28.04.2004 r.) nieruchomość została sprzedana spółce PB Górski. Zgodnie z zapisami umieszczonymi ww. akcie notarialnym, deweloper zobowiązał się m.in. do przeprowadzenia w terminie 4 lat rewaloryzacji zespołu dworsko-parkowego w uzgodnieniu z Pomorskim Wojewódzkim Konserwatorem Zabytków. PB Górski nie wywiązał się jednak z umowy z Miastem (stan na kwiecień 2020 r.). W bezpośrednim sąsiedztwie dworu i dawnego majątku powstają za to kolejne bloki, sukcesywnie niszcząc otoczenie historycznego obiektu, a sam dwór narażając na dalsze zniszczenie przez pracujący na budowie ciężki sprzęt. 
Współcześnie na obszarze rozwija się tam budownictwo mieszkaniowe. W latach 2002–2009 zostały oddane budynki Osiedla Świętokrzyskiego (ul. Konrada Guderskiego). W latach 2002–2006 powstały pierwsze zabudowania osiedla Pięciu Wzgórz (ul. Konstantego Bergiela/Kazimierza Porębskiego/Wacława Kłoczkowskiego/Jerzego Zwierkowskiego/Aleksandra Dulin'a). W latach 2006–2009 zabudowano górny odcinek osiedla Pięciu Wzgórz (ul. Kazimierza Porębskiego). Pomiędzy 2006, a 2008 r. oddano do użytku pierwsze bloki przy ul. Stanisława Dąbka i ul. Człuchowskiej. W tym samym czasie w miejscu wyburzonych wcześniej zabudowań po dawnym PGR, powstało osiedle złożone z niewielkich bloków mieszkalnych, domów jednorodzinnych i tzw. bliźniaków (ul. Andrzeja Huenefelda). W latach 2007–2009 powstało osiedle Miłe Wzgórze (ul. Konrada Guderskiego). W latach 2013–2016 PB Górski zakończył inwestycję przy ul. Jerzego Świrskiego (Osiedle Świrskiego). Aktualnie po sąsiedzku powstaje osiedle Nowa Wieżycka (2020). W latach 2017–2019 przy ul. Stanisława Dąbka oddano do użytku kolejną inwestycję - dwupiętrowe bloki mieszkalne. Nowe zabudowania w postaci domów jednorodzinnych powstają sukcesywnie także wzdłuż historycznej ulicy Wieżyckiej.  
W granicach Zakoniczyn funkcjonują dwie nowoczesne szkoły. Na ul. Człuchowskiej (Szkoła Podstawowa nr 12) i na ul. Lawendowe Wzgórze (Szkoła Podstawowa nr 6), do której od strony Osiedla Pięć Wzgórz prowadzi ścieżka pieszo-rowerowa oddana do użytku na przełomie 2019 i 2020 roku. W sąsiedztwie szkoły znajduje się przystanek tramwajowy będący częścią linii tramwajowej wybudowanej wzdłuż al. Pawła Adamowicza.    
Ul. Kazimierza Porębskiego jest trzecią ulicą pod względem liczby osób zameldowanych na pobyt stały w górnym tarasie Gdańska (biorąc pod uwagę jedynie dzielnice leżące na południe od Alei Armii Krajowej - tzw. Gdańsk Południe), to skupia ona najwięcej mieszkańców w rejonie. 

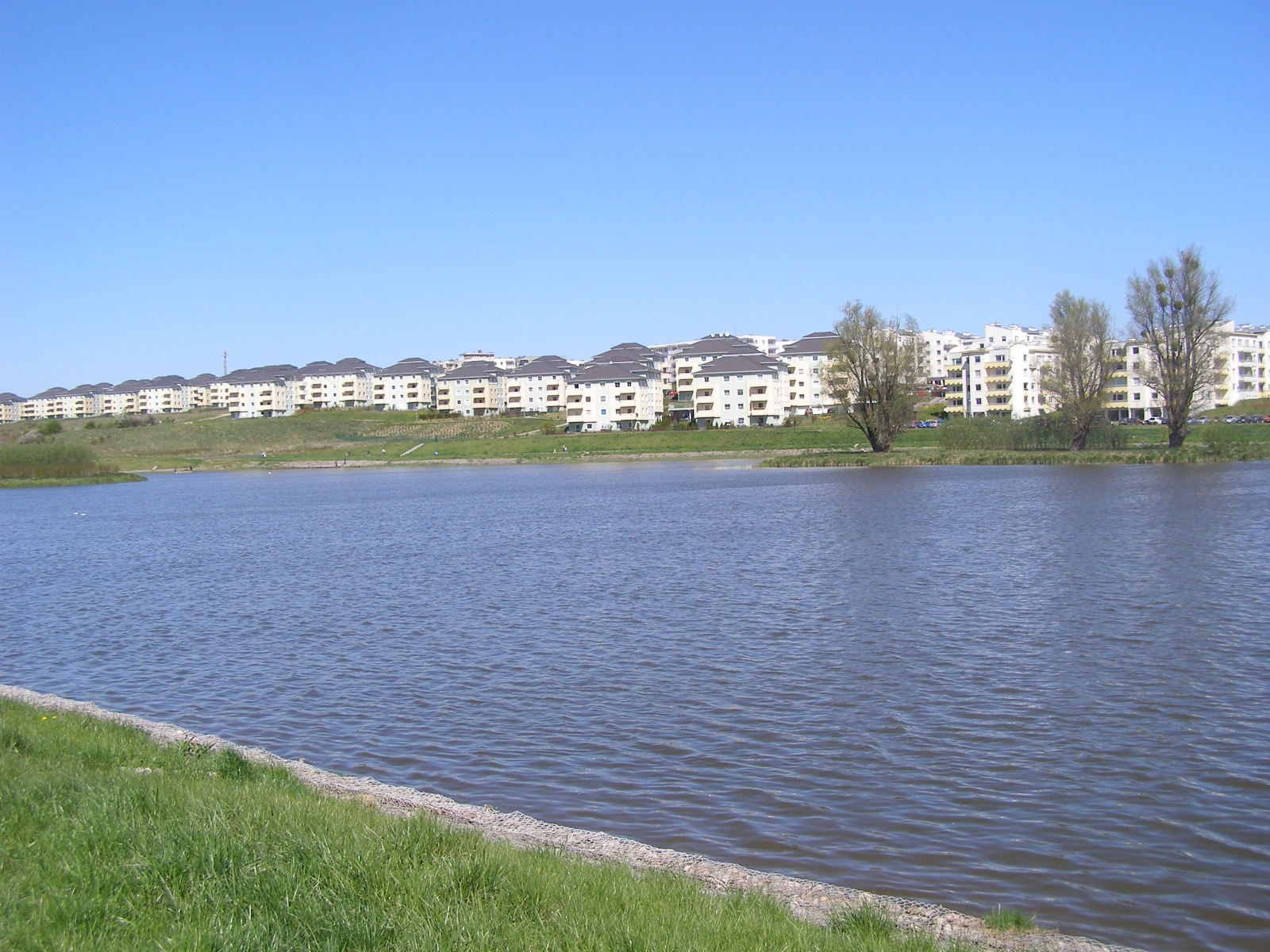
Widok na zabudowę Ekolanu przy ulicy Porębskiego.

Na obszarze Zakoniczynu położone są dwa duże zbiorniki retencyjne: Świętokrzyska I (pow. 6,8 ha, obwód 1 km) i Świętokrzyska II (pow. 7,5 ha, obwód 1,3 km) usytuowane na Potoku Oruńskim, który stanowi lewy dopływ Kanału Raduni. Zbiorniki są oddalone od siebie o około 500 m i połączone ścieżką przebiegającą przez las wzdłuż potoku. Zbiornik Świętokrzyska II wraz z dwoma zadrzewionymi wyspami jest miejscem lęgów m.in. łabędzia niemego, perkoza rdzawoszyjego, perkoza dwuczubego, łyski, krzyżówki oraz kokoszki.    

## Edukacja

### Szkoły publiczne
- Szkoła Podstawowa nr 6 - powstała w 2018 roku szkoła przy ulicy Lawendowe Wzgórze, jest dobrze skomunikowana posiadając obok przystanek autobusowy i tramwajowy łączący ją z całym Gdańskiem. Na jej terenie ma filie Wojewódzka i Miejska Biblioteka Publiczna w Gdańsku[12]
- Szkoła Podstawowa nr 12 - wybudowana w 2008 roku szkoła przy ulicy Człuchowskiej ma dostęp do kilku boisk oraz sporej sali gimnastycznej. Większość uczniów dociera do niej rowerem o czym świadczą wielokrotne zwycięstwa w konkursie rowerowy maj[13][14].

## Transport

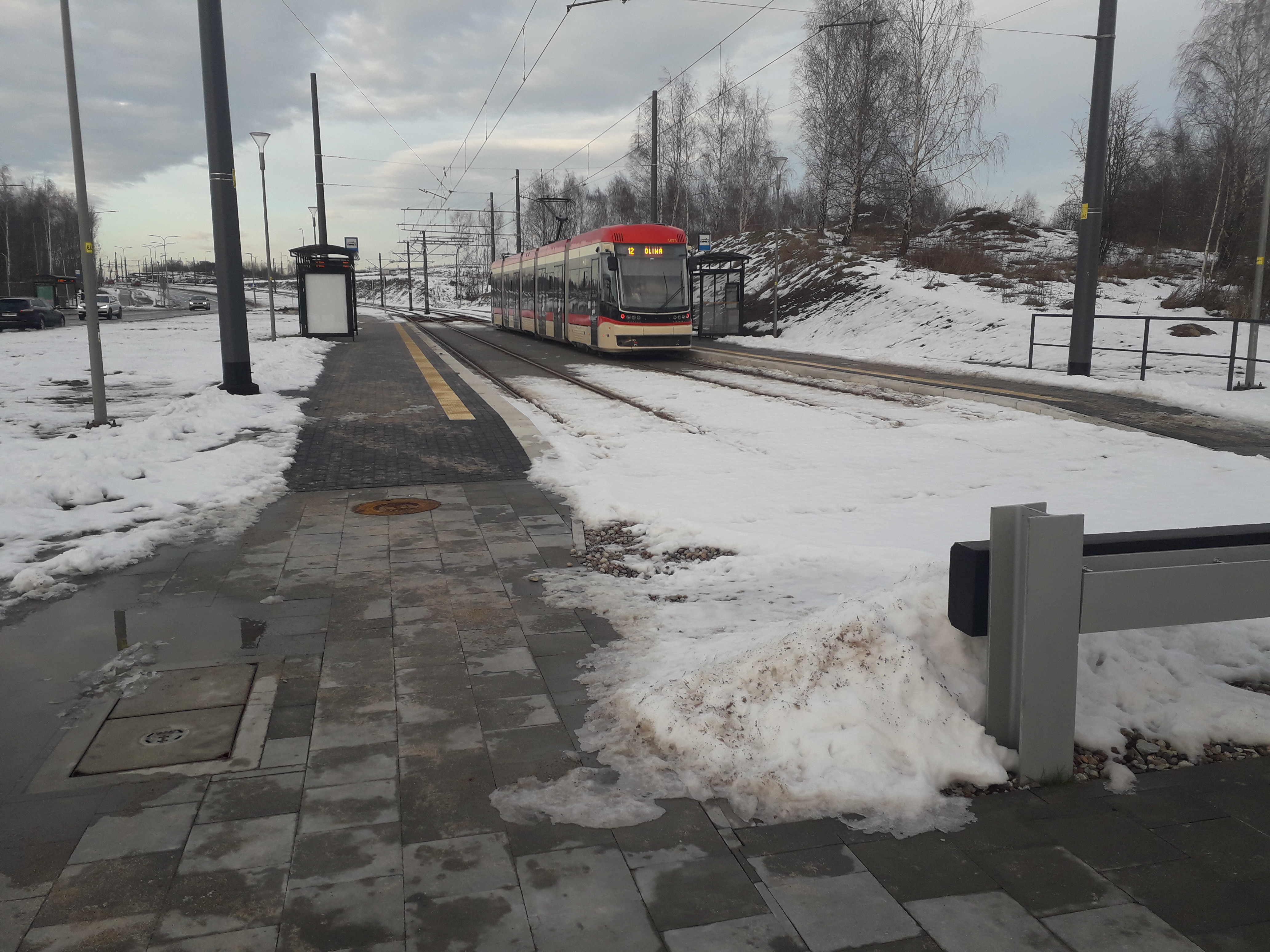
Tramwaj linii 12 w kierunku Oliwy oczekuje odjazdu z przystanku Lawendowe Wzgórze

Na południu osiedla Zakoniczyn znajduje się droga wojewódzka nr 221 łącząca Gdańsk z Kościerzyną. Większa część osiedla składa się z ulic o uspokojonym ruchu.
Na terenie Zakoniczyna jeżdżą autobusy ZTM w Gdańsku na południu łączące Zakoniczyn z węzłami przesiadkowymi Łostowice Świętokrzyska oraz Ujeścisko umożliwiającymi przesiadkę na tramwaj w inne rejony Gdańska, a także z węzłem Gdańsk Jasień umożliwiając przesiadkę na pociąg. Na północy Zakoniczyna jest otwarta w czerwcu 2020 roku krańcówka tramwajowa na której przystanek końcowy mają tramwaje linii 2,4 i 11 łączące bezpośrednio Zakoniczyn z centrum, Oliwą, Wrzeszczem, Zaspą i Jelitkowem.
Na południowej granicy Zakoniczyna jeżdżą także autobusy przewoźnika regionalnego P.A Gryf. Organizuje on bezpośrednie przewozy do sąsiednich wsi, a także do Kościerzyny.
W przyszłości planowana jest budowa nowych ulic o roboczych nazwach Nowa Świętokrzyska, a także Nowa Bulońska Południowa.
W dalszej perspektywie planowane jest zbudowanie połączenia kolejowego w ramach PKM.